# Klimaatconferentie van Belém 2025
De Klimaatconferentie van Belém 2025 (COP30) is een conferentie van de Verenigde Naties over klimaatverandering, die van 10 tot 21 november 2025 plaatsvindt in Belém (deelstaat Pará), Brazilië. 
COP30 is de 30ste Conference of the Parties in het kader van het Klimaatverdrag (UNFCCC). De conferentie volgt op de Klimaatconferentie van Bakoe 2024 – COP29, in Bakoe, Azerbeidzjan.  